# Johann Gotthilf Seliger
Johann Gotthilf Seliger (* 7. März 1769 in Züllichau; † 22. Januar 1835 in Landsberg) war ein deutscher Theologe, Archidiakon und Verfasser pietistischer Schriften.

## Herkunft
Seligers Vater Johann Friedrich Seliger (1729–1811) war unter dem Namen Wolf Meyer (auch: Meir Wolff) im niederschlesischen Groß-Peterwitz in einer Familie jüdischen Glaubens geboren worden, verwaist und nach einer Lehre als Lust- und Orangeriegärtner durch Vermittlung von Samuel Trautmann im Züllichauer Waisenhaus als „Domesticke“ angestellt gewesen. 1750 ließ er sich evangelisch taufen und heiratete 1760 die Waise Elisabeth Rücker (1734–1811), mit der er 6 Kinder hatte, darunter als einzigen Sohn Johann Gotthilf.

## Leben
Taufpaten des jungen Johann Gotthilf Seliger waren Johann Carl Frommann, Bruder von Nathanael Sigismund Frommann, dem Gründer der Buchhandlung Frommann, und Gotthilf Samuel Steinbart. Seliger besuchte das 1788 gerade durch diesen gegründete dem Waisenhaus angegliederte „Königliche Pädagogium“, erwarb dort 1790 die Hochschulreife und schloss 1793 mit Förderung durch Steinbart im benachbarten Frankfurt (Oder) das Studium der evangelischen Theologie mit Promotion ab.
Wenige Wochen später erhielt der junge Theologe erneut Unterstützung durch Steinbart: Der reichte bei König Friedrich Wilhelm II. ein Immediatgesuch ein, dass Seliger adjungierter Prediger am Waisenhaus sein dürfe. Der König kam dem Wunsche schnell nach und erteilte am 26. September 1793 „dispensatio ab aetate canonica“, erlaubte also die Ordination, obwohl Seliger noch nicht das für dieses Amt nach kirchlichem Recht geforderte Mindestalter hatte.
Am 21. April 1794 vermählte Steinbart ihn mit Johanna Louise Dorothea Fleischmann. Sie war am 26. November 1765 als Tochter eines Amtmanns und Arrendatoren in Tornow in der Niederlausitz geboren worden, verwaist und ins Züllichauer Waisenhaus gekommen, wo sie vor der Heirat zuletzt als Aufseherin beschäftigt war. Sie starb am 15. Mai 1827 in Landsberg (Warthe).
Die Alimentation eines Predigers durch den preußischen Staat war dürftig. Ein daher schon einen Monat später an den König gerichtetes weiteres Immediatsgesuch Steinbarts auf höhere Vergütung Seligers hatte allerdings zunächst zur Folge, dass er auf Grund seiner jüdischen Herkunft zur „Überprüfung seiner Rechtgläubigkeit“ nach Berlin zitiert wurde. Die Befragung fiel zwar günstig aus, dennoch wurde die höhere Besoldung abgelehnt. Dagegen war Seliger erfolgreich bei einer Bewerbung in Landsberg: Der Magistrat ernannte ihn zum Diakon an der Kirche St. Marien und zum Aufseher beim dortigen Waisenhaus.
Kurz darauf war die Stelle eines Inspektors der protestantischen Landeskirche des Landkreises vakant geworden. Seliger bewarb sich Ende 1798 auch darum. Er wurde dabei unterstützt durch ein Gesuch Landsberger Würdenträger bei König Friedrich Wilhelm III., dem „allgemein beliebten und geschätzten Seliger“ diese Stelle zu gewähren. Seliger unterlag allerdings, dieses Mal zu Gunsten eines vom Militär favorisierten Veteranen und Feldpredigers.
1803 bewarb er sich erneut, dieses Mal auf die Position des Archidiakons von Landsberg, als der bisherige Amtsinhaber verstorben war. Dieser Vorgang erschien damals offenbar von Bedeutung, denn beispielsweise Seligers Zeitgenosse Friedrich Schleiermacher erhielt darüber persönlich Nachricht: „Prediger Appel ist auch todt. und nun ist von Seiten des Magistrats eine Vorstellung eingereicht, daß die Stelle nicht wieder besetzt, sondern durch Theilung des Gehalts besonders der Diaconus (jetzt Herr Seliger) wegen seines geringen Einkommens verbessert werden möchte. Um die Ministerialia gehörig versehen zu können, soll der Waysenhaus Informator ordinirt werden, und 50 rth (Reichstaler) erhalten. Man ist nun in voller Erwartung, was das Consistorium darüber entscheiden werde.“ Die Bewerbung hatte Erfolg. Seliger übte dieses Amt und das des Aufsehers im Waisenhaus bis zu seinem Tode aus.

## Werke
Seliger veröffentlichte im Eigenverlag und bei Carl Darnmann zahlreiche „Erbauungsschriften“ und umfangreiche Predigtsammlungen. Ähnlich denen seines Förderers Gotthilf Samuel Steinbart waren sie von pietistischem Geist und Rationalismus geprägt und hatten Titel wie „Predigten über diejenigen Gegenstände aus der christlichen Glaubens- und Sittenlehre, welche eine vorzüglichen Beherzigung von unserm Zeitalter verdienen“. In der damals einschlägigen Allgemeinen Literatur-Zeitung und der Neuen Allgemeinen Deutschen Bibliothek wurden diese Werke ausführlich rezensiert.

## Nachkommen
Seliger hatte mit Johanna Louise Dorothea Fleischmann 5 Kinder, darunter Gustav (Friedrich Theodor) Seliger (1800–1861), Rechtsanwalt, Justizrat und Notar in Pommern. Dessen Sohn Carl (Albert Gustav) Seliger (1829–1901) war Gutsbesitzer und Syndikus bei der Preußischen Boden-Credit Actien-Bank in Berlin und heiratete die Schottin Mary Barbara Rennie (1836–1920), eine direkte Nachkommin von William Bradford. Deren Tochter Ellinor Seliger (1868–1954) heiratete 1893 den Juristen und Publizisten Hugo Erich von Boehmer.

## Schriften (Auswahl)
- Beicht- und Communionbuch für nachdenkende und gutgesinnte Christen, nach dem Bedürfniss unserer Zeit. 1798, Selbstverlag Landsberg (Warthe) und Verlag Darnmann Züllichau, Leipzig, Freystadt, Frankfurt (Oder)
- wie zuvor, 1803
- Predigten über diejenigen Gegenstände aus der christlichen Glaubens- und Sittenlehre, welche eine vorzüglichen Beherzigung von unserm Zeitalter verdienen. Nach Anleitung der gewöhnlichen evangelischen Texte der Sonntage und Feste eines ganzen Jahres . Band 1. 1800, Verlag Darnmann, Leipzig, Züllichau und Freystadt
- wie zuvor,.Band 2. 1803
- wie zuvor, Band 3. 1806
- Predigten über die Glaubens- und Sittenlehre. 1806, Verlag Darnmann, Leipzig, Züllichau und Freystadt